# Crinipes
Crinipes es un género de plantas herbáceas perteneciente a la familia de las poáceas. Es originario de Etiopía, Sudán y Uganda. Comprende 4 especies descritas y de estas, solo 2 aceptadas.

## Descripción
Son plantas perennes; cespitosas con tallos de 45-160 cm de alto; herbáceas; no ramificado arriba. Las hojas en su mayoría basales; no auriculadas, las láminas de las hojas lineales estrechas a linear-lanceoladas, estrechas, de 5-14 mm de ancho (en C. longifolius , 'hasta 6 mm' en C. abyssinicus ); no setaceous; plana o laminado (entonces enrollada); sin venación. Lígula con una franja de pelos. Plantas bisexuales, con espiguillas bisexuales; con flores hermafroditas. Las inflorescencia paniculadas.

## Taxonomía
El género fue descrito por Christian Ferdinand Friedrich Hochstetter y publicado en Flora 38: 279. 1855. La especie tipo es: Crinipes abyssinicus (Hochst. ex A.Rich.) Hochst. 
Etimología
El nombre del género deriva del latín crinum (pelo) y pes (pie), refiriéndose a la arista inferior de la gluma. 

## Especies aceptadas
A continuación se brinda un listado de las especies del género Crinipes aceptadas hasta noviembre de 2013, ordenadas alfabéticamente. Para cada una se indica el nombre binomial seguido del autor, abreviado según las convenciones y usos.
- Crinipes abyssinicus (Hochst. ex A.Rich.) Hochst.
- Crinipes longifolius C.E.Hubb.